# Carl Wenzel (Mediziner, 1820)
Carl August Maria Katharina Wenzel oder Karl August Maria Catharina Wenzel (* 23. September 1820 in Mainz; † 3. Februar 1894 ebenda) war ein deutscher Mediziner.

## Leben
Carl Wenzel war der Sohn des Verwaltungsrats und Inspektors der Rheinschifffahrt Christian Ferdinand Wenzel (* 7. November 1777 in Steinheim; † 25. August 1852 in Mainz) und seiner Ehefrau Barbara Wenzel, geborene Bembé (* 12. November 1792 in Mainz; ⚭ 9. Januar 1816). Aus der Ehe gingen drei Kinder hervor, von denen zwei bereits im Kindesalter starben. Carls Großonkel war der Mainzer Medizinprofessor Joseph Franz Wenzel; dessen Söhne Joseph Franz Ignaz Aloys Wenzel und Karl August Wenzel, ebenfalls Mediziner, waren seine Cousins 2. Grades. Carl studierte von 1839 bis 1842 an der Universität Gießen Medizin und wurde hier 1840 Mitglied des Corps Rhenania Gießen. Nach Abschluss des Studiums mit der Promotion 1843 führte ihn eine längere Studienreise nach Wien, Prag, Berlin und Paris. 1845 ließ er sich als Arzt in Mainz nieder, wo er sich durch seine medizinische Tätigkeit, sein soziales und kulturelles Wirken und sein kommunalpolitisches Engagement rasch hohe Anerkennung erwarb.

## Ämter
Carl Wenzel zählte 1852 zu den Gründern des Centralmuseums für germanische und römische Alterthümer. In der Folge war er Präsident des Lokalausschusses des Centralmuseums. Auch bei der Gründung des Dombauvereins (Mainzer Dom) wirkte Wenzel maßgeblich mit.  Von 1853 bis 1861 gehörte er als Direktor dem Vorstand der Rheinischen Naturforschenden Gesellschaft an. Wenzel war zusammen mit den Mainzer Ärzten Karl Cuny und Arnold Helwig im Vorstand des Mainzer Hülfsvereins für Krankenpflege und Unterstützung der Soldaten im Felde. Wenzel war bis 1872 Mitglied der Stadtverordneten-Versammlung – bereits 1854 war er in den Gemeinderat gewählt worden.

## Ehrungen
Sein vielfältiges Engagement im kulturellen, sozialen und politischen Bereich fand im Nachruf eine umfassende Würdigung. Für seinen Hilfseinsatz bei der Explosion des Pulverturms am 18. November 1857 wurde Carl Wenzel von hessischen Großherzog Ludwig III. der Ludwigsorden verliehen. Seine Ernennung zum Geheimen Medicinalrath erfolgte 1890.

## Bibliothek
Die Erben Carl Wenzels vermachten der Stadtbibliothek Mainz 1894 seine Bibliothek mit mehr als 2000 Büchern. Dies waren knapp 45 Prozent des gesamten Jahreszuwachses, wie den Jahresberichten der Bibliothek für 1894/95 zu entnehmen ist. Sie heben die Bedeutung der alle Wissensgebiete umfassenden Schenkung hervor und gehen auf wertvolle Einzelstücke, u. a. aus dem Bereich der Inkunabeln ein; ca. 400 Dubletten und veraltete Werke wurden ausgeschieden. Die Exemplare tragen durchgängig ein von dem Mainzer Graveur Clemens Kissel gefertigtes Schenkungsexlibris und vielfach zusätzliche Provenienzmerkmale wie Stempel und handschriftliche Besitzeintragungen. Im Zuge der bis 2017 personell garantierten Provenienzerschließung wurden Teile der Büchersammlung Carl Wenzels erfasst.
Carls Sohn war der Sprachforscher Heinrich Wenzel, aus dessen Provenienz die Stadtbibliothek ebenfalls Exemplare besitzt.

## Schriften
- Alte Erfahrungen im Lichte der neuen Zeit und ihrer Anschauungen über die Entstehung von Krankheiten. Bergmann, Wiesbaden 1893, XII, 144 S. (Diese Schrift verfasste Wenzel zu seinem fünfzigjährigen Doktorjubiläum, das er am 13. April 1893 beging).